# 第65回ニューヨーク映画批評家協会賞
第65回ニューヨーク映画批評家協会賞は、1999年の優秀な映画に贈られた賞である。1999年に贈られた。

## 受賞
- 作品賞:
  - 『トプシー・ターヴィー』

- 主演男優賞:
  - リチャード・ファーンズワース - 『ストレイト・ストーリー』

- 主演女優賞:
  - ヒラリー・スワンク - 『ボーイズ・ドント・クライ』

- 助演男優賞:
  - ジョン・マルコヴィッチ - 『マルコヴィッチの穴』

- 助演女優賞:
  - キャサリン・キーナー - 『マルコヴィッチの穴』

- 監督賞:
  - マイク・リー - 『トプシー・ターヴィー』

- 脚本賞:
  - アレクサンダー・ペイン、ジム・テイラー - 『ハイスクール白書 優等生ギャルに気をつけろ!』

- 撮影賞:
  - フレディ・フランシス - 『ストレイト・ストーリー』

- 第一回作品賞:
  - 『マルコヴィッチの穴』

- 外国語映画賞:
  - 『オール・アバウト・マイ・マザー』（ スペイン フランス）

- ノン・フィクション映画賞:
  - 『ブエナ・ビスタ・ソシアル・クラブ』

- アニメ映画賞:
  - 『サウスパーク/無修正映画版』